# 藤岡なお
藤岡 なお（ふじおか なお、1986年〈昭和61年〉2月19日 -  ）は、広島ローカルで活動しているタレント、モデル。2012年 ひろしまフラワーフェスティバル フラワークイーン。広島県広島市佐伯区出身。特技は釣り、利き紅茶、書道(高等師範)。日本紅茶協会主催 ティーインストラクター オブ・ザ・イヤー2019年、2021年グランプリ。ティーインストラクターとしては、本名の冨士岡 直子（ふじおか なおこ）で活動している。

## 略歴
- 2012年のひろしまフラワーフェスティバルフラワークイーン[2]。
  - 2012年4月3日、広島東洋カープ対読売ジャイアンツのマツダスタジアム開幕戦のセレモニーでフラワークイーンとして地元デビューを果たす。広島の野村謙二郎監督、巨人の原辰徳監督と主審に花束を手渡した。
- 2014年から2017年までテレビ番組『大ちゃんの釣りに行こう!』に出演し大ちゃんのアシスタントを務めた。
- 2019年7月5日に パシフィコ横浜にて開催された日本紅茶協会主催”ティーインストラクター オブ・ザ・イヤー2019”でグランプリを受賞[5]。
- 2019年11月からテレビ新広島『ひろしま満点ママ!!』木曜コーナー「OKIRAKUツアーズ」隔週レギュラー。

## 現在の出演

### テレビ
- ひろしま満点ママ!! （2018年4月 - 、テレビ新広島）
  - 木曜コーナー「OKIRAKUツアーズ」（2019年11月14日 - ）ヤルキストとコンビで隔週木曜出演。
  - 情報スパイス（2020年 - ）隔週
- 満点ママ!!プラス（テレビ新広島）

## 過去の出演

### テレビ
- ネッツトヨタ広島 Presents たからモノさがして（広島テレビ）木曜 18：55 - 19：00
- 大ちゃんの釣りに行こう!（2014年11月 - 2017年2月、広島テレビ）アシスタント
- 宮島競艇（広島ホームテレビ）
- 下村時計店（広島ホームテレビ）
- キリンビール（広島ホームテレビ）
- ひろしま満点ママ!! 月～金曜コーナー「情報スパイス」（2018年4月 - 2019年11月1日）下程ひかりと交代で隔週出演
- 恋とか愛とか（仮）｢思い込んだ女｣（2020年2月6日、広島ホームテレビ） - リコの同級生 役

### 映画
- 孤狼の血（2018年5月12日、東映） - ホステス役

### CM
- 花王
- フマキラー
- 広島ガス
- オタフク
- 海峡ビュー下関

### イベント
- 東京モーターショー2013・2015「ALPINE」ブースモデル[1]